# Coniopteryx wuyishana
Coniopteryx wuyishana är en insektsart som beskrevs av C.-k. Yang och Liu 1999. Coniopteryx wuyishana ingår i släktet Coniopteryx och familjen vaxsländor. Inga underarter finns listade i Catalogue of Life.